# Jerusalem Challenger 1987
Il Jerusalem Challenger 1987 è stato un torneo di tennis facente parte della categoria ATP Challenger Series nell'ambito dell'ATP Challenger Series 1987. Il torneo si è giocato a Gerusalemme in Israele dal 20 al 26 aprile 1987 su campi in cemento.

## Vincitori

### Singolare
Shahar Perkiss ha battuto in finale  Christian Saceanu con il punteggio di 4–6, 7–6, 6–2

### Doppio
Gilad Bloom /  Shahar Perkiss hanno battuto in finale  Shlomo Glickstein /  Amos Mansdorf con il punteggio di 7–5, 7–5